# 전주시 병
전주시 병은 대한민국의 국회의원 선거구이다. 전북특별자치도 전주시 덕진구 일대(인후동 제외)를 관할한다. 현 지역구 국회의원은 더불어민주당의  정동영이다.

## 역사
대한민국 제20대 국회의원 선거를 앞두고 전주시 지역의 선거구 개편이 이루어졌다. 이에 전주시 덕진구 선거구에서 인후3동이 전주시 갑 선거구로 편입되었으며 나머지 덕진구 지역이 전주시 병 선거구를 형성하게 되었다.
대한민국 제22대 국회의원 선거를 앞두고 인후1동, 인후2동을 전주시 갑 선거구로 내주었다.

## 관할 구역
| 대수  | 관할 구역 |
| ----- | --- |
| 20대  | 전주시 덕진구 진북동, 인후1동, 인후2동, 덕진동, 금암1동, 금암2동, 팔복동, 우아1동, 우아2동, 호성동, 송천1동, 송천2동, 조촌동, 동산동         |
| 21대  | 전주시 덕진구 진북동, 인후1동, 인후2동, 덕진동, 금암1동, 금암2동, 팔복동, 우아1동, 우아2동, 호성동, 송천1동, 송천2동, 조촌동, 여의동, 혁신동 |
| 22대~ | 전주시 덕진구 진북동, 덕진동, 금암1동, 금암2동, 팔복동, 우아1동, 우아2동, 호성동, 송천1동, 송천2동, 조촌동, 여의동, 혁신동                   |

## 역대 국회의원
| 선거   | 정당 | 정당         | 의원   |
| ------ | ---- | ------------ | ------ |
| 2016년 |      | 국민의당     | 정동영 |
| 2020년 |      | 더불어민주당 | 김성주 |
| 2024년 |      | 더불어민주당 | 정동영 |

## 역대 선거 결과

### 대한민국 제20대 국회의원 선거
|  | 47.72% |

|  | 46.96% |

|  | 5.31% |

### 대한민국 제21대 국회의원 선거
|  | 66.65% |

|  | 32.04% |

|  | 1.30% |

### 대한민국 제22대 국회의원 선거
|  | 82.08% |

|  | 12.29% |

|  | 5.61% |